# 奧斯塔克聖殿

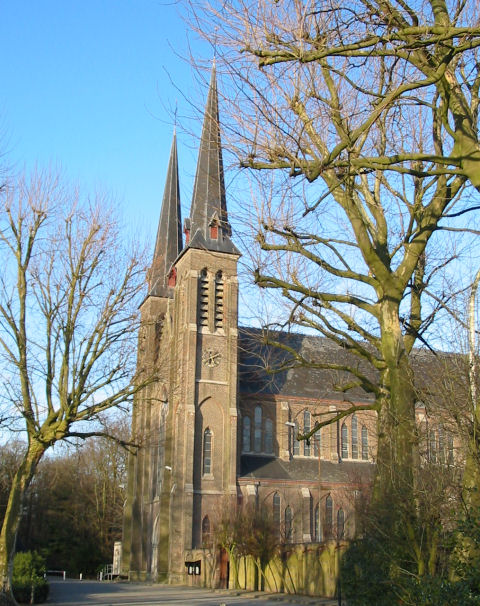
Basilica Exterior

奧斯塔克聖殿（荷蘭語：Basiliek van Oostakker-Lourdes）是一座位於比利時城市根特郊外奧斯塔克的羅馬天主教教堂。這座教堂外觀是新哥特式風格。教堂修建於19世紀後期，是法蘭德斯最重要的聖瑪利亞朝聖中心。1970年代，教堂進行了翻新